# Blanche des Neiges
Blanche des Neiges (Sneeuwwitje) is een Belgisch witbier.
Het bier wordt sinds 1990 gebrouwen in Brouwerij Huyghe te Melle. Het is een stroblond troebel bier met een alcoholpercentage van 4,5%. Dit bier is hetzelfde als Floris Blanche, maar is enkel bestemd voor de Belgische markt.